# 利梅纳
利梅纳（義大利語：Limena），是意大利威尼托大区帕多瓦省的一个市镇。总面积15.04平方公里，人口7633人，人口密度507.5人/平方公里（2009年）。国家统计（ISTAT）代码为028045。